# Stephen South
Stephen Reginald South (Harrow, 19 febbraio 1952) è un ex pilota automobilistico britannico.

## Carriera
Nel 1977 vinse il campionato di Formula 3 inglese.
In seguito venne iscritto al Gran Premio degli Stati Uniti - Ovest del 1980 per sostituire l'infortunato Alain Prost, fallendo però la qualificazione.
Pochi mesi dopo, durante una gara del Campionato CanAm fu vittima di un incidente che gli costò l'amputazione di parte di una gamba e chiuse la sua carriera agonistica.
La sua carriera è interamente legata alla scelta di sostituire per il Gran Premio statunitense di Long Beach il pilota titolare della McLaren, Alain Prost, che si era infortunato in Sudafrica, la tappa precedente del mondiale di Formula Uno.
Infatti, in quel momento South aveva un contratto con Toleman Group per condurre la loro vettura di Formula 2 nel campionato europeo di categoria.
Tecnicamente in quel momento la presenza di South in Formula Uno non era un problema in quanto il Campionato di F2 avrebbe preso il via solo alcune settimane più tardi; ma il team Toleman non gradì di apprendere dalla stampa questa novità e rimpiazzò Stephen con Brian Henton, che aveva corso fino alla fine della precedente stagione con loro.
Henton quindi diventò il titolare e a fine Campionato fu il nuovo Campione Europeo della F2 del 1980.
Mentre South salì sulla Can Am lasciata libera proprio da Henton, e con quella macchina purtroppo ebbe l'incidente che interruppe la sua carriera.
In seguito fu commentatore degli eventi motoristici per le reti televisive commerciali britanniche.

## Risultati in Formula 1
| 1980 | Scuderia | Vettura |  |  |  |    |  |  |  |  |  |  |  |  |  |  |  |  |  | Punti | Pos. |
| ---- | -------- | ------- |  |  |  | -- |  |  |  |  |  |  |  |  |  |  |  |  |  | ----- | ---- |
| 1980 | McLaren  | M29C    |  |  |  | NQ |  |  |  |  |  |  |  |  |  |  |  |  |  | 0     |      |

| Legenda | 1º posto     | 2º posto | 3º posto    | A punti         | Senza punti/Non class.  | Grassetto – Pole position Corsivo – Giro più veloce |
| Legenda | Squalificato | Ritirato | Non partito | Non qualificato | Solo prove/Terzo pilota | Grassetto – Pole position Corsivo – Giro più veloce |